# 지방산 아마이드

지방산 아마이드의 일종인 아난다마이드의 구조

지방산 아마이드(영어: fatty acid amide, FAAs)는 지방산과 아민으로부터 형성된 아마이드이다. 자연에서 많은 지방산 아마이드는 아민 성분으로 에탄올아민을 함유하고 있다. 또한 지방산 아마이드의 한 종류인 N-아실에탄올아민은 RC(O)N(H)CH2CH2OH로 표기할 수 있다. 자방산 아마이드의 잘 알려진 예로는 아난다마이드가 있다. 다른 자방산 아마이드는 지방산 1차 아마이드(FAPA)이다. 이들은 RC(O)NH2인 작용기를 포함한다. 올레아마이드는 이러한 지방산 1차 아마이드의 한 예이다.

## 자연적인 생성
지방산 아마이드는 세포 신호전달에서 역할을 한다. 신호전달은 지방산 아마이드 가수분해효소에 의해 부분적으로 조절되는데, 이 효소는 아마이드를 모체 지방산으로 전환시킨다. 신호전달의 한 예는 아난다마이드가 칸나비노이드 수용체에 결합함으로써 유도된다.
지방족 아마이드는 나이지리아에서 발견되는 초피나무속 종에서 발견된다.

## 같이 보기
- 지방산 에스터

## 더 읽을거리
- Cravatt, B. F. (2004). “Functional disassociation of the central and peripheral fatty acid amide signaling systems”. 《Proceedings of the National Academy of Sciences》 101 (29): 10821–10826. Bibcode:2004PNAS..10110821C. doi:10.1073/pnas.0401292101. ISSN 0027-8424. PMC 490018. PMID 15247426.